# ホンダ・HF386E
ホンダ・HF386Eは、本田技研工業が2006年に投入したフォーミュラ・ニッポン用のエンジンである。

## 概要
全日本F3000選手権の時代より使用されていた無限・MF308が、部品の供給が困難になることを理由に、2005年をもってフォーミュラ・ニッポンへの供給を終了することになり、新たなエンジンが必要となった。
このエンジンは、ホンダとイルモアがインディカー・シリーズ用に共同開発していたもの（ホンダ・インディV8エンジン）を、フォーミュラ・ニッポン用に改良したものである。その改良には、2社に加えM-TECも参加して行われ、2008年まで使用された。
さらに、シリーズの更なる発展のためにそれまでワンメイクであったエンジン供給に新たにトヨタ自動車が加わり、トヨタ・RV8Jが供給された。

## スペック
- エンジン形式：水冷V型8気筒DOHC32バルブ
- バンク角：90度
- 総排気量：3,000cc
- ボアｘストローク：-
- 最高回転数：10,300rpm
- 最大出力：550PS以上
- 最大トルク：-
- 圧縮比： -
- マネージメントシステム：ペクテル製 SQ8
- 重量：127kg